# Dinglebærrene
Dinglebærrene er en dansk undergrunds-satiregruppe, der i årene 1999-2001 blev sendt i Uland på P3. I 2017 fandt de sammen igen og udgiver løbende nye udsendelser via YouTube og podcasts (kaldet "Pot Carsten") via iTunes. Satiren er ofte præget af absurd, bizar og meget perverteret humor.
Gruppen har deres egen fiktive radiostation kaldet Radio Mælordi, hvis slogan er "Danmarks nummer 2". Et af deres kendetegn er den til tider sære udtale af visse ord, f.eks. hjellemside (hjemmeside), gallem (gammel) og konguranvets (konkurrencen).

## Indslag
Af mere eller mindre faste indslag kan nævnes:
- Rapshow Pæde, Fjette og Kræmens' eget program. Indholdet spænder fra musik og interviews til en wrestling-udflugt.
- 3-i-1 og 4-i-1 Udsendelser med flere mindre programmer.
- Power-Erik Erik Gerts gentagne forsøg på at råbe "OKAY!" meget højt og meget langt.
- Top 5000 En fiktiv hitliste hvor diverse egenproduceret absurd musik blev præsenteret[3]:

| #    | Titel                         | Kunstner                          |
| ---- | ----------------------------- | --------------------------------- |
| 1    | Lillesøster                   | Storebror 2000                    |
| 37   | Møgsvin 2000                  | Dinglebærrene                     |
| 677  | Jeg Har Aldrig fået Bom-bom   | Ukendt                            |
| 800  | Drikkevisen                   | Dinglebærrene                     |
| 1900 | Hænger Ud                     | Dinglebærrene                     |
| 2358 | Dildo                         | Rønnebærrene                      |
| 4558 | Skæl over alt på min døde hud | Tom Sædbakke og Janette Heick     |
| 4874 | Dinglebarnet                  | Dinglebarnet (feat. Rønnebærrene) |

1. ↑  Nummeret er ikke på den officielle listeoversigt, men er nævnt som nummer 1 i beskrivelsen af udsendelse 41

## Figurer
En ukomplet liste over fiktive figurer på radiostationen:
- Erik Gert er radiostationens hurtigsnakkende og højtråbende DJ
- Pæde
- Fjette
- Kræmens
- Urnis
- Krani Umbrud taler ukransk og kommer fra Ukranie, har efter eget udsagn bl.a. hæklet Skagen og foldet Jesus[4]. Må dog allerede efter få uger trække dette tilbage, da en "sur, gammel kælling" har ringet ind og bestridt udsagnene[5]. Har en bror ved navn Krani Umbrusk.
- Farfar og Morfmor
- Ørl Knorting
- Gallem Narius
- Johanna Løstikødet

## Komplet liste over radioudsendelser
| #     | Udsendelsens indhold |
| ----- | --- |
| 01+02 | Rapshow: interview m. Østkyst Hustlers på festival |
| 03    | Rapshow: MC Smudsmuskels demobånd |
| 04    | Rapshow: MC med "En rigtig glad dag" |
| 05    | Mælordi-grand prix: Tom Sædbakke og Jeanette Heick med "Skæl over alt på min døde hud" og Sanglærken feat. Bennet Daggert med "Må vi se"                                              |
| 06    | Rapshow: Morten Kombats demobånd |
| 07    | Rapshow: MC med "En rigtig glade dag" |
| 08    | Fredagsekspeditionen med Torben Mygind, Kræmens, Pede og Fjette |
| 09    | "Farfar hva' der galt" og "Møgsvin" |
| 10    | Trawlerkenny, Rapshow: Krani Umbrud, musikkopiering |
| 11    | Jeg skal bare ha en Big Mac, Rapshow: DJ/MC Tunitis med "Høre novet" |
| 12    | Rapshow: Pede, Fjette og Kræmens skyden nytåret af |
| 13    | Nytårsgalla på Radio Mælordi |
| 14    | Gramsesektor - Bagermestrenes storhedstid, aggemam? |
| 15    | Rapshow: Krani Umbrud undskylder |
| 16    | Rapshow: Med Farfar på Asbjørn Riis' Wrestlerskole |
| 17    | Erik Gert, Vits hvad du kan |
| 18    | Mælordi præsenterer: Trans-orners m. bl.a. Lort Vader |
| 19    | Årets Klammy-uddeling |
| 20    | Rapshow: Hej og velkommen til Rapshow; Jeg har aldrig fået bom-bom |
| 21    | Rapshow: The Bjarke, På besøg hos en Pirat, Aqua Master-tapes |
| 22    | "Sex i hoved og røv", med Johanna Løstikødet |
| 23    | 3i1; "Vi roder og rager i lag på lag af gammel lort" med Gallem Narius, "DeBil" - Mælordis Brugtbilprogram, "Spørg om sperm" med Mastu Bert.                                          |
| 24    | Gallem Narius, Vi danser HØT |
| 25    | Top 5000'enet med Erik Gert |
| 26    | Wanna-be Erik Gert show, "Og land" sangen, Cancer-crew |
| 27    | 4i1; Gallem Narius på Grønland, "Ting der aldrig burde have været opfundet" med Lillian Verner, "Giro firehundrebækken" med Ørl Knorting, "Få og tilbyd hjælp" med Johanna Løstikødet |
| 28    | Ål der gør og andet |
| 29    | Erik Gert med Top 5000'enet og de Top 5 tårnvandrenene: Dinglebarnet, Farfar, Dildogirlie m.fl.                                                                                       |
| 30    | Giga-satsning: Programmet "Fra kvinde til knægt - Ring hvis du har en defekt" med Lonnie Lajla K.                                                                                     |
| 31    | Dinglebærrene Live (200 måder at sige "kran" på), Gallem Narius på Grønland |
| 32    | Mælordi Grand Prix m. bl.a. Erik Gert og Søren de Mylius |
| 33    | Rap Show: MC Smudsmuskel præsenterer sin nye demo for Dinglebærrene |
| 34    | Direkte fra Røvpulerhytten: Den varme bøssestue m. FaGert, Simon og Lasse |
| 35    | Sex i hoved og røv part 2, m. Johanna Løstikødet |
| 36    | Dinglebærrene præsenterer Årets Fodboldsslagsang, "Hyllemne" |
| 37    | Direkte fra den russiske antom-ubåd + De tre mongoler sender direkte |
| 38    | Rapshow m. Morten Combats nye cd |
| --    | bandlyst på P3, men ikke på Mælordi: Den russiske antom-ubåd m.fl. ubåds-hymner |
| 39    | Rapshow udgået, i stedet De tre mongoler |
| 40    | Erik Gert m. Top 5000 og sommerens hit fra Ihiza, 'Powerbejler' med Klyngeknepperen                                                                                                   |
| 41    | Erik Gert i pornotårnet med nummer 1 på top 5000, Storebror 2000 med 'Lillesøster' |
| 42    | Radio Mælordi sender direkte fra MongOL i Middelfart-Domen |
| 43    | Tre-i-én: Giro 400bækken m. Ørl Knorting + Ting der ikke burde være opfundet m. Lilian Werner + Fra kvinde til knægt m. Connie Laila Kran                                             |
| 44    | Radio Dragster og en hadefuld hilsen fra Rapshow |
| 45    | Den størsten Missionet m. Pik og Snavs Svælgsår |
| 46    | Erik Gert m. Top 5000 og ugens Tårnvandreren, D.Ø.D.'s 'Et fejlagtigt indgreb' |
| 47    | Dinglebærrene besøger ugens gæsterappere, Farfar og Morfmor |
| 48    | Radio Mælordi præsenterer programmet Ring ind hvis du har en hobby for Radio Mælordi synes bare du er 10-4 gut-båt                                                                    |
| 49    | Radio Mælordi præsenterer programmet Mere PEZ! |
| 50    | Radio Mælordi præsenterer programmet Ekstreme Rekorder. I pausen erklærer Dinglebarnet sin kærlighed til Danny Kool                                                                   |
| 51    | Radio Mælordi præsentert mæ scorelinjet |
| 52    | Radio Mælordi præsenterer Køkkenet |
| 53    | Psykologhjælp søges + Urnis skyder Pede, Fjette og Kræmens |
| 54    | Fredagsekspeditionen på Mensaztib m. Torben Mygind, Pede, Fjette, Kræmens og Urnis |
| 55    | Dinglebærrene lukker og slukker for Radio Mælordi - i hvert fald for denne omgang |